# Bégard
Bégard (Bear en bretón) es una comuna y población francesa, situada en el departamento de Côtes-d'Armor, en la región de Bretaña.

## Demografía
| 4719 | 4976 | 5152 | 5180 | 4906 | 4474 |
| Para los censos de 1962 a 1999 la población legal corresponde a la población sin duplicidades (Fuente: INSEE [Consultar]) |      |      |      |      |      |